# Pays de Pontivy
 (août 2025).
Motif : Absence de sources secondaires, les Pays loi Voynet ne sont pas admissibles d'office.
- Archive Wikiwix
- Bing
- Cairn
- DuckDuckGo
- E. Universalis
- Gallica
- Google
- G. Books
- G. News
- G. Scholar
- Persée
- Qwant
- (zh) Baidu
- (ru) Yandex
- (wd) trouver des œuvres sur Wikidata

| 1. | Préciser le motif de la pose du bandeau. | Précisez le motif de la pose du bandeau en utilisant la syntaxe suivante : {{admissibilité à vérifier\|date=août 2025\|motif=remplacez ce texte par le motif}}                       |
| 2. | Informer les utilisateurs concernés.     | Pensez à avertir le créateur de l'article, par exemple, en insérant le code ci-dessous sur sa page de discussion : {{subst:avertissement admissibilité à vérifier\|Pays de Pontivy}} |

Créé le 4 novembre 2003, le syndicat mixte du Pays de Pontivy comprend un peu plus de 73 000 habitants sur 36 communes.

## Composition
Le Pays de Pontivy est composé de 36 communes réparties sur deux intercommunalités (Centre Morbihan Communauté et Pontivy Communauté) :
| Nom                     | Code Insee | Gentilé         | Superficie (km2) | Population (dernière pop. légale) | Densité (hab./km2) |
| ----------------------- | ---------- | --------------- | ---------------- | --------------------------------- | ------------------ |
| Pontivy (siège)         | 56178      | Pontivyens      | 24,85            | 14 547 (2022)                     | 585                |
| Bignan                  | 56017      | Bignanais       | 45,84            | 2 750 (2022)                      | 60                 |
| Billio                  | 56019      | Billotins       | 12,03            | 324 (2022)                        | 27                 |
| Bréhan                  | 56024      | Bréhannais      | 51,65            | 2 298 (2022)                      | 44                 |
| Buléon                  | 56027      | Buléonais       | 12,27            | 546 (2022)                        | 44                 |
| Cléguérec               | 56041      | Cléguérecois    | 62,99            | 2 849 (2022)                      | 45                 |
| Crédin                  | 56047      | Crédinois       | 33,74            | 1 493 (2022)                      | 44                 |
| Évellys                 | 56144      |                 | 80,34            | 3 384 (2022)                      | 42                 |
| Guéhenno                | 56071      | Guéhennotais    | 23,33            | 804 (2022)                        | 34                 |
| Gueltas                 | 56072      | Gueltasiens     | 20,45            | 532 (2022)                        | 26                 |
| Guern                   | 56076      | Guernattes      | 47,01            | 1 379 (2022)                      | 29                 |
| Kerfourn                | 56092      | Kerfournois     | 19,46            | 842 (2022)                        | 43                 |
| Kergrist                | 56093      | Kergristois     | 29,66            | 713 (2022)                        | 24                 |
| Locminé                 | 56117      | Locminois       | 4,86             | 4 708 (2022)                      | 969                |
| Malguénac               | 56125      | Malguénacois    | 38,45            | 1 849 (2022)                      | 48                 |
| Moréac                  | 56140      | Moréacois       | 60,3             | 3 692 (2022)                      | 61                 |
| Moustoir-Ac             | 56141      | Moustoiracais   | 33,92            | 1 713 (2022)                      | 51                 |
| Neulliac                | 56146      | Neulliacois     | 30,99            | 1 476 (2022)                      | 48                 |
| Noyal-Pontivy           | 56151      | Noyalais        | 53,45            | 3 605 (2022)                      | 67                 |
| Pleugriffet             | 56160      | Pleugriffetois  | 38,49            | 1 281 (2022)                      | 33                 |
| Plumelec                | 56172      | Méléciens       | 58,36            | 2 730 (2022)                      | 47                 |
| Plumelin                | 56174      | Plumelinois     | 31,33            | 2 841 (2022)                      | 91                 |
| Radenac                 | 56189      | Radenacois      | 21,65            | 1 067 (2022)                      | 49                 |
| Réguiny                 | 56190      | Reguinois       | 27,92            | 1 944 (2022)                      | 70                 |
| Rohan                   | 56198      | Rohannais       | 23,43            | 1 541 (2022)                      | 66                 |
| Saint-Aignan            | 56203      | Saintaignanais  | 27,33            | 632 (2022)                        | 23                 |
| Saint-Allouestre        | 56204      | Allouestriens   | 16,48            | 651 (2022)                        | 40                 |
| Saint-Connec            | 22285      | Saint-Connecois | 10,93            | 258 (2022)                        | 24                 |
| Saint-Gérand-Croixanvec | 56213      |                 | 24,14            | 1 309 (2022)                      | 54                 |
| Saint-Gonnery           | 56215      | Gonneriens      | 16,29            | 1 087 (2022)                      | 67                 |
| Saint-Jean-Brévelay     | 56222      | Brevelais       | 41,83            | 2 860 (2022)                      | 68                 |
| Saint-Thuriau           | 56237      | Thurialais      | 21,47            | 1 880 (2022)                      | 88                 |
| Sainte-Brigitte         | 56209      | Brigittois      | 17,74            | 178 (2022)                        | 10                 |
| Séglien                 | 56242      | Ségliennais     | 38,36            | 656 (2022)                        | 17                 |
| Silfiac                 | 56245      | Silfiacois      | 22,46            | 488 (2022)                        | 22                 |
| Le Sourn                | 56246      | Sournais        | 16,05            | 2 128 (2022)                      | 133                |

À sa création, le pays comptait 45 communes membres, réparties majoritairement en trois structures intercommunales :
- Communauté de communes du Pays de Baud
- Communauté de communes du Pays de Locminé
- Communauté de communes du Pays de Pontivy

Parmi ces 45 communes, huit ne faisaient pas partie d'un établissement public de coopération intercommunale (EPCI) à fiscalité propre.
Depuis le 1er janvier 2017, le Pays de Pontivy regroupe deux intercommunalités :
- Centre Morbihan Communauté
- Pontivy Communauté

Avec le rétablissement de Baud Communauté au 1er janvier 2022, le périmètre du syndicat mixte comprend toujours deux communautés de communes, mais Centre Morbihan Communauté se voit amputé d'une partie de son territoire. Baud Communauté refuse par ailleurs d'adhérer au Pays de Pontivy.

## Administration
Son président actuel est Claude Viet, maire de Saint-Gonnery et vice-président de Pontivy Communauté.